# Палвіндер Сінгх Чима
Палвіндер Сінгх Чима (англ. Palwinder Singh Cheema; нар. 11 листопада 1982, Патіала, штат Пенджаб) — індійський борець вільного стилю, дворазовий срібний та дворазовий бронзовий призер чемпіонатів Азії, дворазовий бронзовий призер Азійських ігор, дворазовий чемпіон та срібний призер чемпіонатів Співдружності, чемпіон Ігор Співдружності, учасник Олімпійських ігор.

## Життєпис
Боротьбою почав займатися з 1996 року. У 1999 році здобув срібну медаль чемпіонату Азії серед юніорів. У 2001 році став чемпіонату світу серед юніорів. 
Виступав за борцівський клуб «NIS» Патіала. Тренер — Сухчейн Чима.
У 2002 році за спортивні досягнення був нагороджений премією «Арджуна».

## Спортивні результати на міжнародних змаганнях

### Виступи на Олімпіадах
| Змагання                    | Збірна | Вагова категорія           | Місце |
| --------------------------- | ------ | -------------------------- | ----- |
| Літні Олімпійські ігри 2004 | Індія  | вільна боротьба, до 120 кг | 15    |

### Виступи на Чемпіонатах світу
| Змагання                        | Збірна | Вагова категорія           | Місце |
| ------------------------------- | ------ | -------------------------- | ----- |
| Чемпіонат світу з боротьби 2001 | Індія  | вільна боротьба, до 130 кг | 8     |
| Чемпіонат світу з боротьби 2005 | Індія  | вільна боротьба, до 120 кг | 26    |
| Чемпіонат світу з боротьби 2006 | Індія  | вільна боротьба, до 120 кг | 11    |
| Чемпіонат світу з боротьби 2007 | Індія  | вільна боротьба, до 120 кг | 29    |

### Виступи на Чемпіонатах Азії
| Змагання                       | Збірна | Вагова категорія           | Місце  |
| ------------------------------ | ------ | -------------------------- | ------ |
| Чемпіонат Азії з боротьби 1999 | Індія  | вільна боротьба, до 130 кг | 8      |
| Чемпіонат Азії з боротьби 2000 | Індія  | вільна боротьба, до 130 кг | 7      |
| Чемпіонат Азії з боротьби 2003 | Індія  | вільна боротьба, до 120 кг | Срібло |
| Чемпіонат Азії з боротьби 2004 | Індія  | вільна боротьба, до 120 кг | Срібло |
| Чемпіонат Азії з боротьби 2005 | Індія  | вільна боротьба, до 120 кг | Бронза |
| Чемпіонат Азії з боротьби 2007 | Індія  | вільна боротьба, до 120 кг | Бронза |

### Виступи на Азійських іграх
| Змагання           | Збірна | Вагова категорія           | Місце  |
| ------------------ | ------ | -------------------------- | ------ |
| Азійські ігри 2002 | Індія  | вільна боротьба, до 120 кг | Бронза |
| Азійські ігри 2006 | Індія  | вільна боротьба, до 120 кг | Бронза |

### Виступи на Чемпіонатах Співдружності
| Змагання                                | Збірна | Вагова категорія                  | Місце  |
| --------------------------------------- | ------ | --------------------------------- | ------ |
| Чемпіонат Співдружності з боротьби 2003 | Індія  | вільна боротьба, до 120 кг        | Золото |
| Чемпіонат Співдружності з боротьби 2005 | Індія  | вільна боротьба, до 120 кг        | Золото |
| Чемпіонат Співдружності з боротьби 2005 | Індія  | греко-римська боротьба, до 120 кг | Срібло |

### Виступи на Іграх Співдружності
| Змагання                | Збірна | Вагова категорія           | Місце  |
| ----------------------- | ------ | -------------------------- | ------ |
| Ігри Співдружності 2002 | Індія  | вільна боротьба, до 120 кг | Золото |

### Виступи на інших змаганнях
| Змагання                                                         | Збірна | Вагова категорія           | Місце  |
| ---------------------------------------------------------------- | ------ | -------------------------- | ------ |
| Олімпійський кваліфікаційний турнір з боротьби 2004 (Братислава) | Індія  | вільна боротьба, до 120 кг | 6      |
| Олімпійський кваліфікаційний турнір з боротьби 2004 (Софія)      | Індія  | вільна боротьба, до 120 кг | Срібло |

### Виступи на змаганнях молодших вікових груп
| Змагання                                      | Збірна | Вагова категорія           | Місце  |
| --------------------------------------------- | ------ | -------------------------- | ------ |
| Чемпіонат Азії з боротьби серед юніорів 1999  | Індія  | вільна боротьба, до 130 кг | Срібло |
| Чемпіонат світу з боротьби серед юніорів 1999 | Індія  | вільна боротьба, до 130 кг | 6      |
| Чемпіонат світу з боротьби серед юніорів 2000 | Індія  | вільна боротьба, до 130 кг | 7      |
| Чемпіонат світу з боротьби серед юніорів 2001 | Індія  | вільна боротьба, до 130 кг | Золото |